# Hercules (Califòrnia)
Hercules és una població dels Estats Units a l'estat de Califòrnia. Segons el cens del 2000 tenia 19.488 habitants.

## Demografia
Segons el cens del 2000, Hercules tenia 19.488 habitants, 6.423 habitatges, i 4.997 famílies. La densitat de població era de 1.161,2 habitants/km².
Dels 6.423 habitatges en un 41,7% hi vivien nens de menys de 18 anys, en un 60,8% hi vivien parelles casades, en un 13,2% dones solteres, i en un 22,2% no eren unitats familiars. En el 17,8% dels habitatges hi vivien persones soles el 3,7% de les quals corresponia a persones de 65 anys o més que vivien soles. El nombre mitjà de persones vivint en cada habitatge era de 3,03 i el nombre mitjà de persones que vivien en cada família era de 3,46.
Per edats la població es repartia de la següent manera: un 26,6% tenia menys de 18 anys, un 8,5% entre 18 i 24, un 30,2% entre 25 i 44, un 27,3% de 45 a 60 i un 7,4% 65 anys o més.
L'edat mediana era de 37 anys. Per cada 100 dones de 18 o més anys hi havia 86,2 homes.
La renda mediana per habitatge era de 75.196 $ i la renda mediana per família de 82.214 $. Els homes tenien una renda mediana de 50.672 $ mentre que les dones 40.433 $. La renda per capita de la població era de 27.699 $. Entorn de l'1,9% de les famílies i el 3,2% de la població estaven per davall del llindar de pobresa.

## Poblacions més properes
El següent diagrama mostra les poblacions més properes.